# Наука (стадион, Ивано-Франковск)
Стадио́н «Нау́ка» и́мени Рома́на Микитюка́ Прикарпа́тского национа́льного университе́та и́мени Васи́лия Стефаника (укр. Стадіон «Наука» імені Романа Микитюка Прикарпатського національного університету імені Василя Стефа́ника) — один из стадионов Ивано-Франковска. В период с 1989 по 1996 год в связи с реконструкцией «Руха» этот стадион был домашней ареной «Прикарпатья». Принимал матчи высшего дивизиона чемпионата Украины. В настоящее время является собственностью Прикарпатского национального университета имени Василия Стефаника.

## Прежние названия
- 1914—?: Сокол
- ?—1960: Динамо
- 1960—1996: Электрон
- 1996—н. в.: Наука имени Романа Микитюка

## История
Стадион был открыт 28 июня 1914 года под названием «Сокол». В этот день тут прошёл слёт членов одноимённого польского спортивного общества. Кроме футбольного поля, здесь находились еще несколько меньших по размерам площадок, в том числе два теннисных корта (в настоящее время уничтожены). Рельеф местности позволил обустроить «трибуны» — четыре поросшие травой ступени в форме террасы. Здесь могли разместиться несколько тысяч зрителей. На территории комплекса находились три колодца с чистой родниковой водой для зрителей. По периметру стадион был окружён густой изгородью и парком.
С приходом советской власти стадион перешёл в собственность спортивного общества «Динамо». С 1940 по 1951 годы тут проводила домашние матчи одноимённая любительская команда. С 1960 по 1990 годы стадион находился в ведомстве завода «Промприбор». В этот период тут играла заводская команда «Электрон»
В период с 1989 по 1996 год в связи с реконструкцией «Руха» этот стадион был домашней ареной «Прикарпатья», выступавшего в высшем дивизионе чемпионата Украины. В настоящее время является собственностью Прикарпатского национального университета имени Василия Стефаника и носит имя Романа Микитюка, одного из бывших руководителей завода «Промприбор». На стадионе занимаются студенты ВУЗа, проходят соревнования областного и всеукраинского уровня (Кубок Подгорья, турнир памяти заслуженного тренера Украины Петра Савчука и другие).